# Shū Mogi
Shū Mogi (jap. 茂木 秀, Mogi Shū; * 15. Januar 1999 in der Präfektur Kanagawa) ist ein japanischer Fußballspieler.

## Karriere
Shū Mogi erlernte das Fußballspielen in der Jugendmannschaft des Yokohama MK FC sowie in der Schulmannschaft der Kawasaki Toko Gakuen High School. Seinen ersten Vertrag unterschrieb 2017 er bei Cerezo Osaka. Der Verein aus Osaka, einer Stadt in der Präfektur Osaka, spielte in der höchsten japanischen Liga, der J1 League. Die U23-Mannschaft des Vereins spielte in der dritten Liga, der J3 League. Bis Ende 2020 kam der Torwart nur in der dritten Liga zum Einsatz. Im Februar 2021 wechselte er auf Leihbasis zum FC Machida Zelvia. Der Verein aus Machida spielte in der zweiten Liga, der J2 League. Hier kam er jedoch nicht zum Einsatz. Nach der Ausleihe wechselte er im Februar 2022 erneut auf Leihbasis nach Mito zum Zweitligisten Mito Hollyhock. Hier stand er bis zur Jahresmitte viermal in der zweiten Liga zwischen den Pfosten. Für den Rest der Saison wechselte er Ende Mai 2022 zum Drittligisten FC Imabari. Für Imabari bestritt er zwanzig Ligaspiele. Nach Vertragsende bei Cerezo Osaka wechselte er zu Beginn der Saison 2023 zum Drittligisten FC Gifu.